# Michel Meis
Michel Meis (* 1989) ist ein Luxemburger Jazzmusiker (Schlagzeug, Komposition).

## Leben und Wirken
Meis, der zunächst in Luxemburg eine Ausbildung am klassischem Schlagwerk absolvierte, studierte Jazz-Schlagzeug bei Oliver Strauch und Georg Ruby an der Hochschule für Musik Saar; er absolvierte Masterclasses bei Emmanuel Séjourné, Christian Lillinger, Christina Fuchs, Jerome Goldschmidt und Eric Durrer. Er spielte bei der Avant-Pop-Band Dock in Absolute (Pop/Jazz), bei Everwaiting Serenade (Melodic Hardcore), dem Hanriot Mehari Meis Trio (Jazz/Pop/Elektro) und im Quartett von Gilles Grethen. Meis trat in Luxemburg, Deutschland, Belgien, Frankreich, Ukraine, Rumänien, China und Japan auf. Zu seinem Quartett gehören die Posaunistin Alisa Klein, der Pianist Cédric Hanriot und der Bassist Stephan Goldbach; nach dessen Debütalbum Lost in Translation (2019) veröffentlichte er 2021 bei Double Moon das Folgealbum Kaboom, an dem als weiterer Solist Théo Ceccaldi beteiligt war.